# Vauville (Manche)
Vauville ist eine Ortschaft und eine ehemalige französische Gemeinde mit 300 Einwohnern (Stand: 1. Januar 2022) im Département Manche in der Region Normandie. Sie gehörte zum Arrondissement Cherbourg und zum Kanton La Hague. Die Einwohner nennen sich Vauvillais.
Mit Wirkung vom 1. Januar 2017 wurde die bisherige Gemeinde Vauville mit den übrigen 18 Gemeinden der ehemaligen Communauté de communes de la Hague zu einer Commune nouvelle mit dem Namen La Hague zusammengeschlossen und verfügt in der neuen Gemeinde über den Status einer Commune déléguée. Der Verwaltungssitz befindet sich im Ort Beaumont-Hague.

## Geografie
Vauville liegt an der Nordwestküste der Halbinsel Cotentin, in der Landschaft La Hague. Angrenzende Gemeinde waren Beaumont-Hague, Sainte-Croix-Hague und Biville.
Ein Dünenmassiv erstreckt sich von Siouville-Hague bis nach Vauville.
Ein geologischer und archäologischer Lehrpfad wurde angelegt.
Die Fossilienstätte Le Petit Beaumont befindet sich auch teilweise in Vauville.

## Toponymie
Vauville leitet sich von dem germanischen Namen Waldo (oder Valr, falls der Name skandinavisch ist) ab, gefolgt von der französischen Endung -ville.

## Geschichte
Der Seigneur von Vauville kämpfte gemeinsam mit Richard Löwenherz.

## Sehenswürdigkeiten

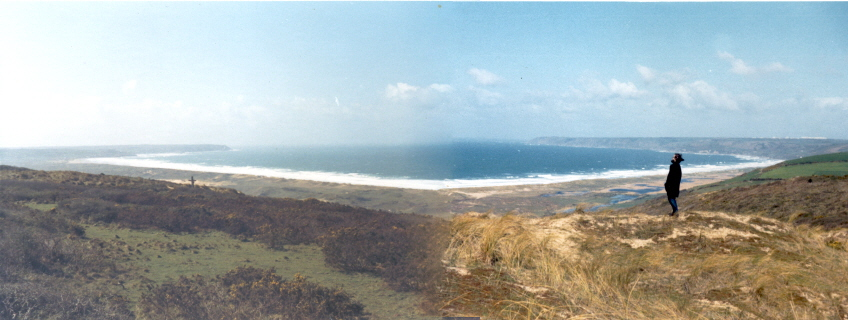
Bucht von Vauville, Fotomontage

- Camp Maneyrol, ein 1923 eingerichteter Segelflugplatz. Hier brach Alexis Maneyrol den Segelflug-Weltrekord (8 Std. 4 Min. 50 Sek.) am 29. Januar 1923.
- Benediktiner-Priorat von Saint-Michel. Die Kapelle aus dem 15. Jahrhundert ist in die Liste der historischen Denkmäler aufgenommen worden.
- Das Schloss von Vauville und sein botanischer Garten. Nur der Bergfried des im Jahre 1163 gebauten Schlosses ist erhalten. Das aktuelle Schloss besteht aus zwei Teilen aus dem 17. Jahrhundert, die senkrecht zueinander stehen und am alten Bergfried anliegen. Das Schloss ist Eigentum von Guillaume Pellerin, dessen Vater den botanischen Garten konzipiert hat. Dort lässt sich der größte Palmengarten Nordeuropas besuchen. 1972 wurde das Schloss in die Liste der historischen Denkmäler aufgenommen, 1992 auch der Garten.
- Kirche Saint-Martin (Kirchenschiff aus dem  12. Jahrhundert) beherbergt ein Bas-Relief aus dem 15. Jahrhundert (L’Éducation à la Vierge), das in die Liste der historischen Gegenstände aufgenommen worden ist.
- Der Vauviller-Teich (nationales Naturschutzgebiet).
- Allée couverte von Vauville eine etwa 4500 Jahre alte Megalithanlage. 1907 sind die auch Pierres Pouquelées genannten Steine in die Liste der historischen Denkmäler aufgenommen worden.[5][6][7]
- Das Fort de Vauville ist ein befestigtes Haus aus dem 18. Jahrhundert und liegt westlich von Vauville direkt am Strand. Es diente 2013 als Kulisse für den Film Gestrandet.[8]

## Persönlichkeiten
- Thomas Hélye (ca. 1180–1257), seliggesprochener katholischer Priester ist in Vauville gestorben. Die Leiche wurde nach Biville, seinen Geburtsort, überführt.
- Edmond-Marie Poullain (1878–1951), französischer Aquarellzeichner, Maler und Graveur.

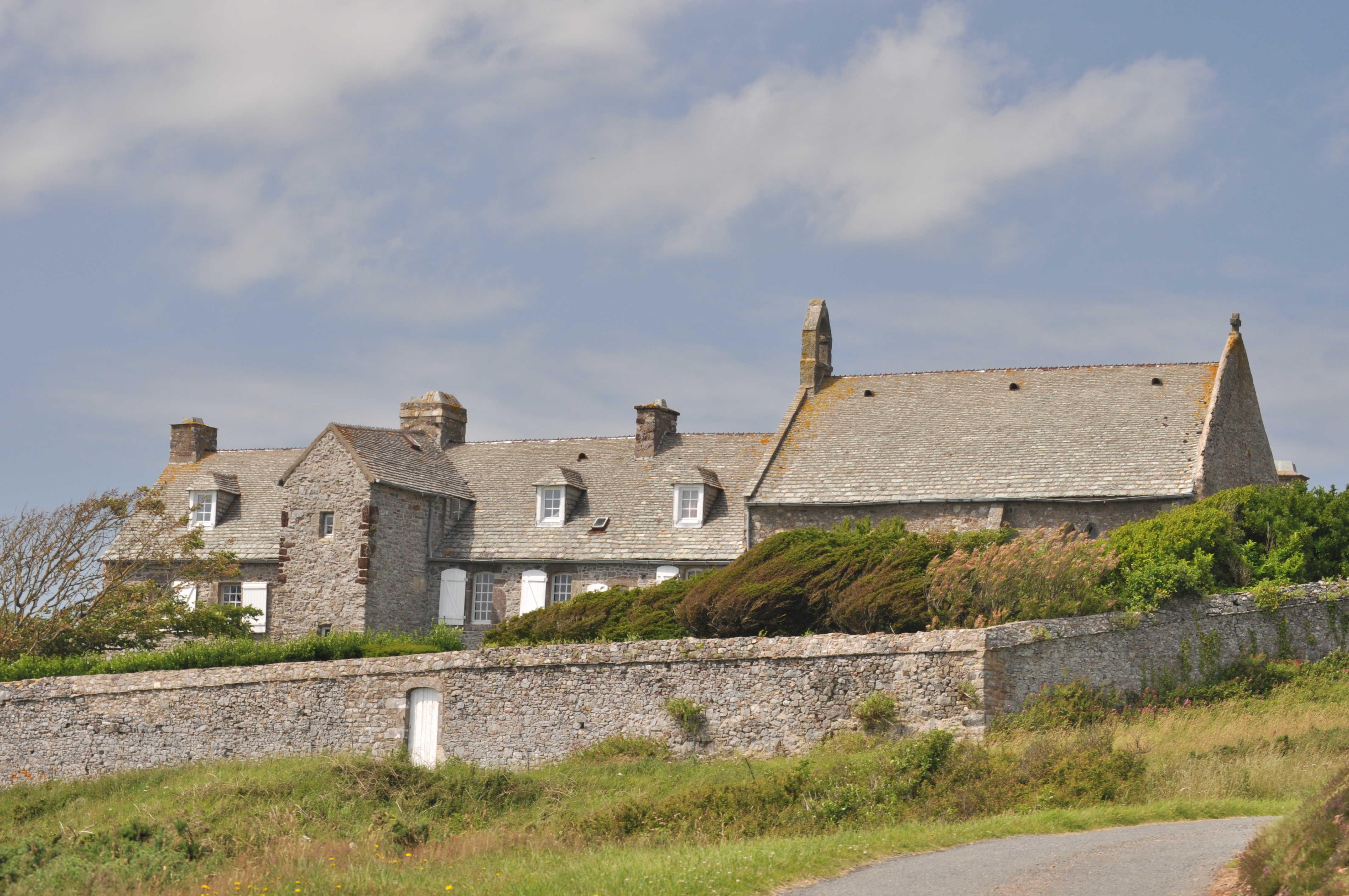
Priorat Saint-Hermel

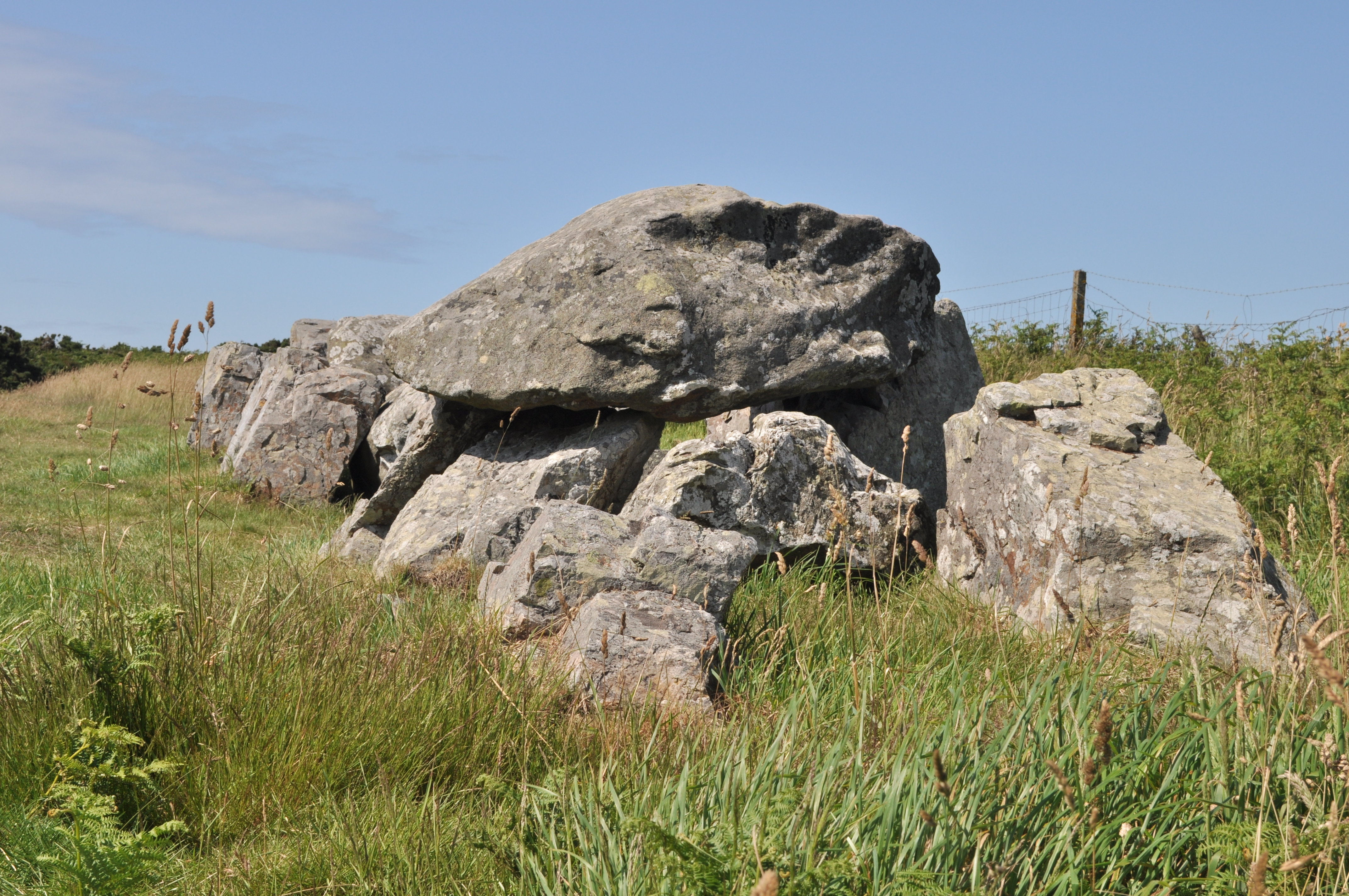
Les Pierres Pouquelées